# Thomas Obiatuegwu
Thomas Ifeanyichukwu Obiatuegwu (ur. 1 stycznia 1966 w Uli) – nigeryjski duchowny katolicki, biskup pomocniczy Orlu od 2024.

## Życiorys

### Prezbiterat
Święcenia kapłańskie otrzymał 26 sierpnia 1995 i został inkardynowany do diecezji Orlu. Po święceniach pracował jako kapelan szpitala w Amaigbo, a następnie jako proboszcz w Amauju. W 2004 wyjechał do Stanów Zjednoczonych, gdzie pracował najpierw jako wikariusz parafialny, a w latach 2010–2017 jako kapelan wojskowy. Po powrocie do kraju pełnił funkcje proboszcza w Orlu (parafia Różańca Świętego, 2017–2018), w Urualli (2018–2023) i w Umunie (2023–2024).

### Episkopat
5 stycznia 2024 papież Franciszek mianował go biskupem pomocniczym diecezji Orlu, ze stolicą tytularną Horrea Coelia. Sakry udzielił mu 20 marca 2024 biskup Augustine Ukwuoma.